# Amphisbaena carvalhoi
Espèce
Amphisbaena carvalhoi est une espèce d'amphisbènes de la famille des Amphisbaenidae.

## Répartition
Cette espèce est endémique du Pernambouc au Brésil.

## Étymologie
Cette espèce est nommée en l'honneur d'Antenor Leitão de Carvalho.

## Publication originale
- Gans, 1965 : On Amphisbaena heathi Schmidt and A. carvalhoi, new species, small forms from the northeast of Brazil (Amphisbaenia: Reptilia). Notes on amphisbaenids 16. Proceedings of the California Academy of Sciences, sér. 4, vol. 31, no 23, p. 613-630 (texte intégral).